# Willy Stegemann
Willy Stegemann (* 5. März 1889 in Magdeburg; † 16. Mai 1946 im sowjetischen Speziallager Nr. 1 Mühlberg) war ein deutscher Klassischer Philologe.

## Leben
Willy Stegemann besuchte das Wettiner Gymnasium in Dresden, leistete nach der Reifeprüfung ein Jahr lang Wehrdienst und begann 1909 sein Studium an der Universität Leipzig. Er studierte Klassische Philologie, Geschichte und Pädagogik. Zu seinen akademischen Lehrern gehörten Erich Bethe, Justus Hermann Lipsius, Franz Studniczka und besonders Richard Heinze, bei dem Stegemann 1913 mit der Dissertation De Iuvenalis dispositione promoviert wurde.
Nach dem Lehramtsexamen (1914) nahm Stegemann als Soldat am Ersten Weltkrieg teil. Obwohl er mehrmals verwundet wurde, blieb er bis zum Kriegsende 1918 aktiv. Nach seiner Rückkehr arbeitete er als Lehrer am Gymnasium zu Zwickau. Neben seiner Lehrtätigkeit verfasste er Artikel für die Realencyclopädie der classischen Altertumswissenschaft, die von Wilhelm Kroll und Karl Mittelhaus herausgegeben wurde. Seine Artikel behandelten hauptsächlich Redner und Rhetoriker der Zweiten Sophistik. Sein Artikel Antonius Polemon: Der Hauptvertreter der Zweiten Sophistik wurde 1942 von der Universität Graz als Habilitationsschrift angenommen.
Nach dem Zweiten Weltkrieg wurde Stegemann am Gymnasium Zwickau damit beauftragt, die faschistische Literatur der Schulbibliothek auszusondern. Im September wurde er von der sowjetischen Militäradministration festgenommen und in ein NKWD-Lager inhaftiert, das Speziallager Nr. 1 Mühlberg. Er galt seit dem 25. September 1945 als verschollen und wurde vom Kreisgericht Zwickau am 27. Mai 1957 für tot erklärt. Als Todesdatum wurde der 31. Dezember 1951 bestimmt. Der Suchdienst des Deutschen Roten Kreuzes ermittelte 1978, dass Willy Stegemann am 16. Mai 1946 verstorben ist. Todesort und -ursache wurden von sowjetischer Seite grundsätzlich nicht mitgeteilt. Erst nach dem Untergang der SED-Diktatur wurden offizielle Totenlisten des Lagers veröffentlicht.